# سورسه
شهر سورسه  در بخش سورسه در ایالت لوسرن در کشور سوئیس واقع شده‌است که ۸٬۰۰۰ نفر جمعیت دارد.